# The Link (neboder)
Neboder Hekla, (fr. The Link) je 241 metar (791 ft), 51-katni neboder koji se trenutno gradi u Puteauxu, u Pariškoj četvrti La Défense. Projektirao ga je francuski arhitekt Philippe Chiambaretta.
U tornju će se nalaziti novo sjedište TotalEnergies. Nakon završetka 2025. godine Link će biti najviši neboder u Francuskoj.

## Povijest
U srpnju 2017. godine Total je odabrao Link Tower za svoje novo sjedište. Između 5.500 i 6.000 zaposlenika, prethodno raspoređenih u Tour Coupole i Tour Michelet, bit će okupljeni u ovaj novi neboder.
U četvrtak, 11. lipnja 2020., Groupama najavljuje početak projekta Link s uništavanjem postojeće zgrade na tom području, što će 2021. godine slijediti sama gradnja.